# Футбол на летних Олимпийских играх 1908
На летних Олимпийских играх 1908 года соревнования по футболу проводились только среди мужчин.

## Медалисты
| Золото | Серебро | Бронза |
| Великобритания · Хорас Бейли · Артур Берри · Вивьен Вудворд · Уолтер Корбетт · Клайд Пернелл · Герберт Смит · Гарольд Стейпли · Фредрик Чепмен · Кеннет Хант · Роберт Хоукс · Гарольд Хардман · Не получили медали: · Джордж Барлоу · Рональд Бребнер · Альберт Эдуард Белл · Вальтер Дафферн · В. Крабтри · Томас Портер · Альберт Скотерн | Дания · Петер Андерсен · Харальд Бор · Карл Бухвальд · Вильгельм Вольфхаген · Йоханнес Гандил · Людвиг Дрешер · Кристиан Миддельбё · Аугуст Линдгрен · Нильс Миддельбё · Оскар Нильсен · Софус Нильсен · Бьёрн Расмуссен · Харальд Хансен · Не получили медали: · Магнус Бек · Эдберт Э. Бьярнхольт · Кнуд Хансен · Эйнар Миддельбё · Вальтер Дафферн · Альберт Скотерн | Нидерланды · Рейнир Беувкес · Кайюс Велкер · Франс де Брёйн Копс · Бок де Корвер · Ян Кок · Мил Мюндт · Луи Оттен · Йопс Реман · Эдю Снетхлаге · Эд Сол · Ян Томе · Карел Хейтинг · Не получили медали: · Ян ван дер Берг · Тойне ван Рентергем · Ло Ла Шапелле · Вик Гонсалвес · Джон Хейнинг |

## Результаты

### 1/4 финала
- Нидерланды — Венгрия (матч не состоялся из-за отказа Венгрии, в полуфинал вышли Нидерланды)
- Франция-1 — Богемия (матч не состоялся из-за отказа Богемии, в полуфинал вышла Франция-1)

| 19 октября 1908, 15:00 | \| Франция 2 \| 0:9 (0:4) (отчёт) \| Дания \| \| \| Голы \| Н. Миддельбё 10′, 50′ · Вольфхаген 15′, 17′, 67′, 72′ · Бор 25′, 46′ · С. Нильсен 78′ \| | Шепердc Буш, Лондон Зрителей: 2000 Судья: Томас Кайл                                  |
| Франция 2              | 0:9 (0:4) (отчёт) | Дания                                                                                 |
|                        | Голы | Н. Миддельбё 10′, 50′ · Вольфхаген 15′, 17′, 67′, 72′ · Бор 25′, 46′ · С. Нильсен 78′ |

| 20 октября 1908, 15:00                                       | \| Великобритания \| 12:1 (7:0) (отчёт) \| Швеция \| \| Вудворд , · Берри · Чепмен · Пернелл , · Стейпли , · Хоукс , \| Голы \| Бергстрём \| | Уайт Сити, Лондон Зрителей: 2000 Судья: Джон Ибботсон |
| Великобритания                                               | 12:1 (7:0) (отчёт) | Швеция                                                |
| Вудворд , · Берри · Чепмен · Пернелл , · Стейпли , · Хоукс , | Голы | Бергстрём                                             |

### 1/2 финала
| 22 октября 1908, 13:00 | \| Франция 1 \| 1:17 (1:6) (отчёт) \| Дания \| \| Сарториус 16′ \| Голы \| С. Нильсен 3′, 4′, 6′, 39′, · 46′, 48′, 52′, · 64′, 66′, 76′ · Линдгрен 18′, 37′ · Вольфхаген 60′, 72′, 82′, 89′ · Н. Миддельбё 68′ \| | Шепердc Буш, Лондон Зрителей: 1000 Судья: Тамас П. Кэмпбелл                                                                         |
| Франция 1              | 1:17 (1:6) (отчёт) | Дания |
| Сарториус 16′          | Голы | С. Нильсен 3′, 4′, 6′, 39′, · 46′, 48′, 52′, · 64′, 66′, 76′ · Линдгрен 18′, 37′ · Вольфхаген 60′, 72′, 82′, 89′ · Н. Миддельбё 68′ |

| 22 октября 1908, 15:00     | \| Великобритания \| 4:0 (1:0) (отчёт) \| Нидерланды \| \| Стейпли 37′, 60′, 64′, 75′ \| Голы \| \| | Уайт Сити, Лондон Зрителей: 6000 Судья: Джон Томас Хаукрофт |
| Великобритания             | 4:0 (1:0) (отчёт)                                                                                   | Нидерланды                                                  |
| Стейпли 37′, 60′, 64′, 75′ | Голы                                                                                                |                                                             |

### Матч за 3 место
Франция-1 отказалась играть матч за 3 место после сокрушительного поражения от Дании, поэтому с Нидерландами играла Швеция.
| 23 октября 1908, 15:00   | \| Нидерланды \| 2:0[4] (1:0) (отчёт) \| Швеция \| \| Реман 6′ · Снетхлаге 58′ \| Голы \| \| | Уайт Сити, Лондон Зрителей: 2000. Судья: Джон Пирсон |
| Нидерланды               | 2:0 (1:0) (отчёт)                                                                            | Швеция                                               |
| Реман 6′ · Снетхлаге 58′ | Голы                                                                                         |                                                      |

### Финал
| 24 октября 1908, 15:00   | \| Великобритания \| 2:0 (1:0) (отчёт) \| Дания \| \| Чепмен 20′ · Вудворд 46′ \| Голы \| \| | Уайт Сити, Лондон Зрителей: 8000 Судья: Джон Льюис |
| Великобритания           | 2:0 (1:0) (отчёт)                                                                            | Дания                                              |
| Чепмен 20′ · Вудворд 46′ | Голы                                                                                         |                                                    |